# Arthur Beiser
Arthur Beiser (* 16. Februar 1931) ist ein US-amerikanischer Physiker und Geophysiker.
Arthur Beiser studierte Physik und promovierte an der New York University, wo er später Associate Professor für Physik wurde. Er war Senior Research Scientist am Lamont-Doherty Earth Observatory der Columbia University und befasste sich dort vor allem mit kosmischer Strahlung und Magnetohydrodynamik in Geophysik und Astrophysik. Er arbeitete sowohl theoretisch als auch experimentell, wobei er an Expeditionen zur Beobachtung kosmischer Strahlung und magnetischer Phänomene nach Alaska und in den Pazifik teilnahm.
Er ist Fellow des Explorers Club und war Vorsitzender des Committee on Space Exploration des Explorers Club.
Beiser ist durch zahlreiche Physik-Lehrbücher bekannt, veröffentlichte aber auch Bücher über Geologie und das Segeln (er ist passionierter Segler, der mit seinem Segelboot unter anderem das Kap Hoorn umsegelte und zweimal den Atlantik überquerte). Auch seine Frau Germaine Beiser ist Autorin und Ko-Autorin von Physik-Lehrbüchern.

## Schriften
- Concepts of modern physics, McGraw Hill 1987
- mit Konrad B. Krauskopf: Introduction to physics and chemistry, McGraw Hill 1964, 2. Auflage 1969
- mit Konrad B. Krauskopf: The physical universe, 9. Auflage, McGraw Hill 2000
- mit Konrad B. Krauskopf: Introduction to Earth Science, McGraw Hill 1975
- Schaum´s outline of theory and problems in earth sciences, McGraw Hill 1975
- Schaum´s outline of theory and problems of physical science, McGraw Hill 1974
- Schaum´s outline of theory and problems of applied physics, McGraw Hill 1995
- Schaum´s outline of theory and problems of basic mathematics for electricity and electronics, McGraw Hill 1981
- Modern Technical Physics, 3. Auflage, Benjamin Cummings 1979
- The Earth, Time Life Books 1970
- Physics, Benjamin Cummings 1973
- Modern physics - an introductory survey, Addison-Wesley 1968
- Proper Yacht, Internat. Marine Public., Camden 1978
- The Sailor´s World, Random House, 4. Auflage 1972
- mit Germaine Beiser: The story of cosmic rays, Dutton 1962
- Atome, Moleküle, Festkörper, Vieweg 1983
- The Mainstream of Physics, Addison-Wesley 1962